# Leioproctus abdominis
Leioproctus abdominis är en biart som beskrevs av Michener 1965. Leioproctus abdominis ingår i släktet Leioproctus och familjen korttungebin. Inga underarter finns listade i Catalogue of Life.